# New Lands
New Lands (en español: nuevas tierras) es un sencillo del dúo de música electrónica Justice del álbum Audio, Video, Disco. Esta canción tiene una versión en vivo en el álbum Access All Arenas y el EP con el nombre del sencillo. Contiene un sample de "Limousine (versión dub)" de Vicarious Bliss y 3 remixes de A-Trak, Falcon y SebastiAn.

## Lista de canciones
1. New Lands (Versión original)
2. New Lands (versión en vivo)
3. New Lands (Falcon remix)
4. New Lands (A-Trak remix)
5. New Lands (SebastiAn remix)

- Datos: Q42906305